# Drymonia submarginalis
Drymonia submarginalis är en tvåhjärtbladig växtart som beskrevs av Gómez-laur. och Chavarría. Drymonia submarginalis ingår i släktet Drymonia och familjen Gesneriaceae. Inga underarter finns listade i Catalogue of Life.